# Djúpivogur
Djúpivogur (Diepe Baai) is een plaatsje in het oosten van IJsland in de gemeente Djúpavogshreppur. Het heeft 475 inwoners (in 2019) en ligt aan de zuidzijde van het Berufjörður. De voornaamste bronnen van inkomsten zijn de visserij en het toerisme. Het dorp is met zijn bontgekleurde huizen en het oude, roodgeverfde handelshuis Langabúð, nu een kunstmuseum, een van de mooiste dorpen van het land. 
Djúpivogur ligt 554 kilometer van Reykjavik en 146 kilometer van Egilsstaðir.

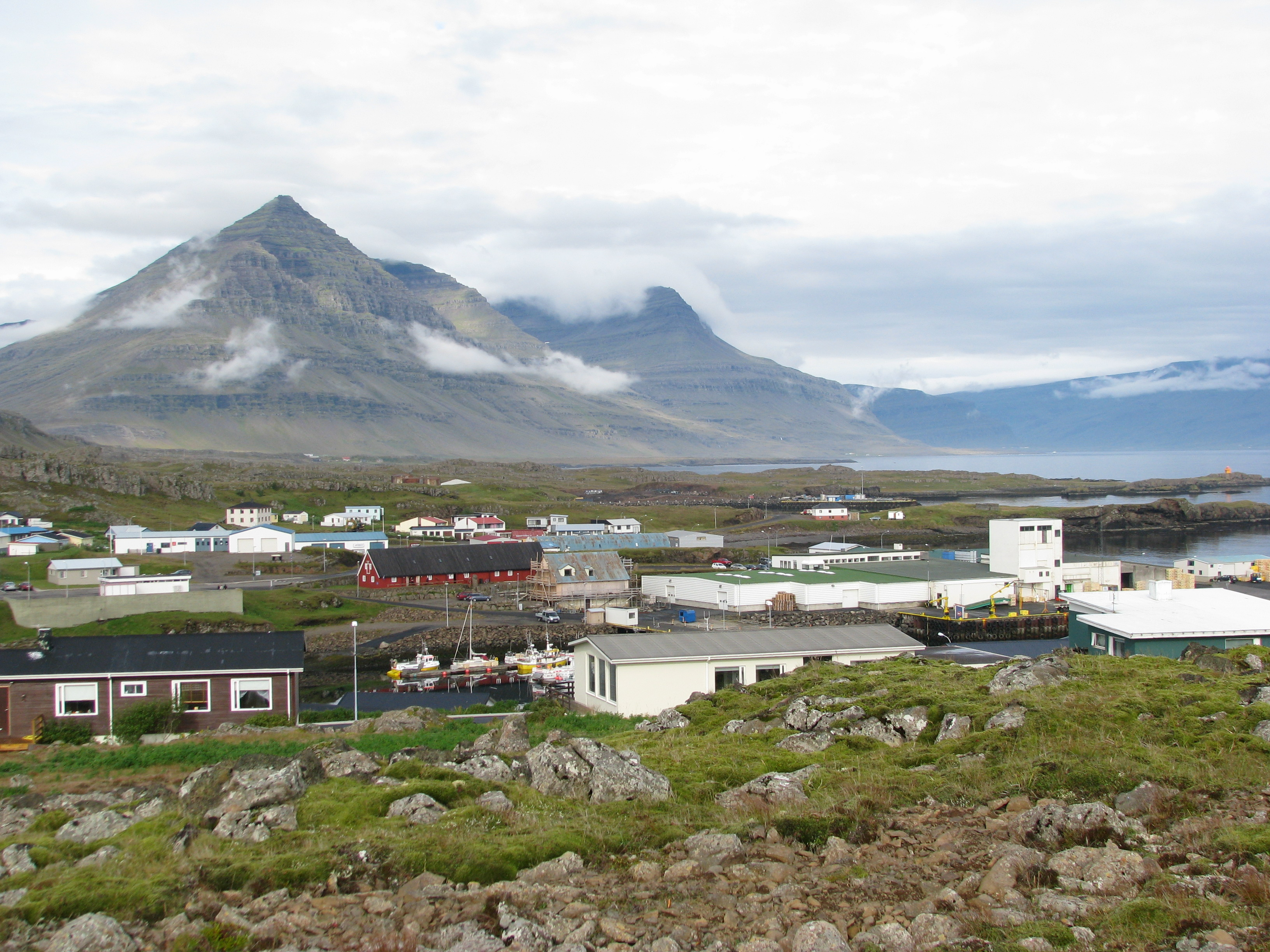
Djúpivogur, met het Langabúð in het centrum. Op de achtergrond de 1070 meter hoge piramidevormige berg Búlandstindur.